# Frynseeg
Frynseeg (Quercus cerris), også skrevet Frynse-Eg,, også kaldet "Tyrkisk Eg", er et stort, løvfældende træ med en uregelmæssig krone og kraftige grene. Træet er hårdført og er ikke modtageligt for den Ege-meldug, der ellers angriber andre ege. Træet bruges af og til som gade- og parktræ i Danmark.

## Kendetegn
Frynseeg er et stort, løvfældende træ med en krone, som først er slank og kegleformet, men som med tiden bliver bred og uregelmæssig. Grenene er opstigende eller helt vandrette med rette skud. Barken er kantet og først grålig på grund af en tæt behåring. Senere bliver den matgrå, og med tiden bliver den fint furet. Gamle grene og stammer får til sidst en kraftigt furet bark, som er opdelt i små, mørkegrå plader. Knopperne er spredtstillede, ægformede, lysebrune og dækket af hår og lange, snoede trævler. Bladene har en variabel form (fra lancetformede over aflangt ovale til omvendt ægformede) med dybt indskårne, trekantede lapper og hel rand. Oversiden er mørkegrøn og ru, mens undersiden først er gråbrun og senere lyst grågrøn med uldhår langs bladribberne. Høstfarven er gul til lysebrun. Blomstringen foregår ved løvspring, og blomsterne er samlet i enskønnede stande: de hanlige findes i tætte bundter af rakler, og de hunlige i omvendt ægformede, kompakte stande. Frugterne er nødder ("agern") med en trævlet og burreagtig skål. De modnes først efter 2 år.
Rodsystemet er kraftigt med en dybtgående pælerod og svære siderødder.
Træer kan blive ca. 25 m højt, og det kan få en kronebredde på ca. 20 m. Den årlige tilvækst er i gennemsnit på hnv. 35 x 25 cm.

## Hjemsted
Frynseeg hører naturligt hjemme i Mellemøsten, Lilleasien og det sydøstlige og centrale Europa. Overalt foretrækker den et lysåbent eller svagt skygget voksested med en varm, veldrænet og kalkrig jord. 
I landskabet  Metchi Kladenec, som ligger i Stara Zagora-provinsen, Bulgarien, findes skove, der er domineret af frynseeg og Orientalsk Avnbøg. De vokser i 400 m højde på stærkt skrånende terræn sammen med bl.a. almindelig springknap, balkanpæon, Corydalis bulbosa (en art af lærkespore), duneg, hvid kornstjerne, hvid viol, kantet konval, martsviol, musetorn, plettet arum, småbladet elm, tobladet skilla og vedbendbladet alpeviol

## Galleri
|  |  |  |  |  |

## Note
1. ↑  Sylvia Radanova og Sevdalina Ivanova: Peculiarities of Plant Cover in the “Metchi Kladenec” Countryside, Stara Zagora Region Arkiveret 4. marts 2016 hos  Wayback Machine – grundig gennemgang af vegetationsforholdene på stedet (engelsk)